# 25 вересня
25 вересня — 268-й день року (269-й у високосні роки) в григоріанському календарі. До кінця року залишається 97 днів.

## Свята і пам'ятні дні

### Міжнародні
- Всесвітній день мрії.
- Всесвітній день фармацевта.
- День коміксів.
- День одного чудового музичного хіта. (1990)

### Національні
- Мозамбік: День збройних сил або День революції.
- Руанда: День республіки.
- Науру: Національний день молоді.
- США: Національний день працівників громадського харчування.

### Місцеві
- Болгарія: День міста Добрич.

### Релігійні

#### Західне християнство
- Пам'ять блаженного Владислава з Гельнюва[pl] (патрон Речі Посполитої та Варшави);
- Пам'ять святого Анаталона[en] (Міланська архідієцезія[en]);
- Пам'ять святих Авнарія[en], Вінченцо Страмбі[en], Єфросинії Олександрійської, Кадока[en], Кеолфріда[en], Клеопа, Сергія Радонезького, Ферміна[en] та Фінбара[en];
- Пам'ять святого Ланселота Ендрюса[en] (Англіканська церква).

#### Східне християнство
- Пам'ять преподобних Єфросинії Олександрійської, Сергія Радонезького, всієї Руси чудотворця та Єфросинії Суздальської, в миру Теодулії;
- Пам'ять преподобномученика Пафнутія Єгиптянина[sr] і з ним 546 мучеників;[1]
- Абадіра, Іраджи[en] та сподвижників (Коптська церква).

## Іменини
✝  Католицькі: Авнарій, Аврелія, Вінченцо, Владислав, Гаспар, Кадок, Клеопа, Кеолфрід, Лаврентій, Сергій, Святополк, Фермін, Фінбар, Франциск.
✙ Православні: Єфросинія, Пафнутій, Сергій, Теодулія.

## Події
- 256 — Марк Клавдій Тацит став римським імператором за рішенням сенату.
- 1066 — битва при Стемфорд Брідж.
- 1396 — Османські війська на чолі з Баязетом I розгромили армію хрестоносців угорського короля Сигізмунда біля Нікополя.
- 1493 — Христофор Колумб вдруге відплив до Америки.
- 1555 — протестантство набуло офіційного статусу релігії за умовами Аугсбурзького миру.
- 1789 — генерал Хосе де Рібас завоював османську фортецю Хаджи-Бей (майбутню Одесу).
- 1789 — Конгрес Сполучених Штатів підтримав 10 поправок до Конституції, які увійшли в історію як Білль про права.
- 1914 — бойове хрещення Легіону Українських Січових Стрільців Семенюка біля Сяніка.
- 1932 — іспанській Каталонії була надана автономія з правом мати власний прапор, державну мову і парламент.
- 1943 — розпочалася Дніпровська повітряно-десантна операція, яка закінчилася розгромом.
- 1960 — США спустили на воду перший атомний авіаносець Ентерпрайз (USS Enterprise (CVN-65)).
- 1989 — Верховна Рада Литви оголосила приєднання республіки до СРСР в 1940 році незаконним.
- 1992 — відкрито канал Рейн-Майн-Дунай, який з'єднав Чорне та Північне моря.
- 2020 — авіакатастрофа літака АН-26Ш під Чугуєвом, в результаті якої загинули 26 чоловік

## Народились

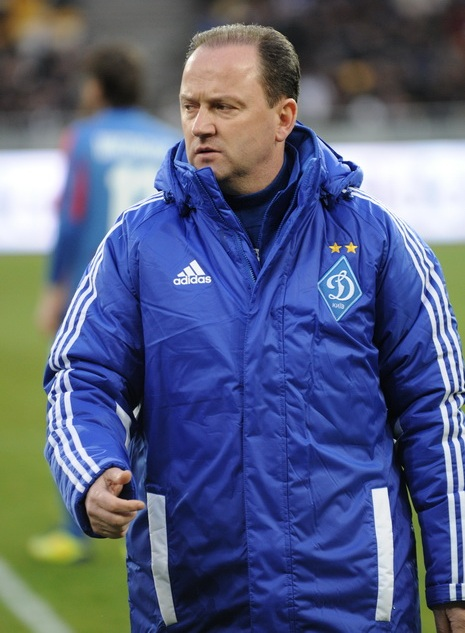
Ігор Бєланов

Див. також Категорія:Народились 25 вересня
- 1358 — Асікаґа Йосіміцу, 3-й сьоґун сьоґунату Муроматі.
- 1559 — Франческо Борроміні, архітектор доби бароко, інженер, майстер креслень архітектора.
- 1644 — Оле Ремер, данський астроном, який перший виміряв швидкість світла.
- 1683 — Жан-Філіпп Рамо, французький композитор та видатний музичний теоретик.
- 1866 — Томас Гант Морган, американський генетик, лауреат Нобелівської премії.
- 1881 — Лу Сінь, китайський письменник, основоположник сучасної китайської літератури.
- 1897 — Вільям Фолкнер, американський письменник, лауреат Нобелівської премії.
- 1898 — Роберт Бракман, американський художник і педагог українського походження.
- 1906 — Дмитро Шостакович, російський піаніст, композитор.
- 1920 — Сергій Бондарчук, радянський кінорежисер та актор українського походження
- 1932 — Анатолій Солов'яненко, український оперний співак.
- 1951 — Людмила Єфименко, українська кіноактриса, кінорежисер.
- 1954 — Хуан де ла Крус Рамос Кано, іспанський футболіст і тренер
- 1955 — Карл-Гайнц Румменігге, західнонімецький футболіст
- 1960 — Ігор Бєланов, український радянський футболіст
- 1964 — Карлос Руїс Сафон, іспанський письменник
- 1969 — Кетрін Зета-Джонс, британська акторка
- 1972 — Сергій Мізін, український футболіст і тренер
- 1975 — Даніела Чеккареллі, італійська лижниця.
- 1984 — Ганна Задорожнюк, українська фігуристка
- 1984 — Тетяна Козлова, українська волейболістка.
- 1984 — Зак Вудс, американський актор і комік.
- 1989 — Джордан Гаваріс, канадський актор.
- 1992 — Розалія, іспанська співачка.
- 1992 — Юлія Слободян, українська художня гімнастка
- 1993 — Максим Шемберєв, український плавець

## Померли
Дивись також Категорія:Померли 25 вересня
- 1441 — Акамацу Міцусуке, японський самурайський полководець періоду Муроматі.
- 1534 — Климент VII, Папа Римський.
- 1777 — Йоганн Генріх Ламберт, німецький фізик, астроном, математик і філософ
- 1788 — Киріяк Кондратович, український поет і перекладач.
- 1887 — Лев Ценковський, український ботанік і протозоолог.
- 1933 — Пауль Еренфест, австрійський та нідерландський фізик-теоретик.
- 1958 — Джон Бродес Вотсон, американський психолог, засновник бігевіоризму.
- 1970 — Еріх Марія Ремарк, німецький письменник, представник «Втраченого покоління».
- 1979 — Тапіо Раутаваара, фінський співак, поет, актор, композитор і спортсмен.
- 1980 — Джон Бонем, ударник легендарного британського рок-гурту Led Zeppelin, який після його смерті розпався.
- 1987 — Мері Астор, американська акторка, володарка премії «Оскар».
- 2003 — Франко Енріко Модільяні, італійський економіст, лауреат Нобелівської премії з економіки.
- 2009 — Алісія де Ларроча, іспанська піаністка
- 2011 — Вангарі Мута Маатаї, кенійська екофеміністка, активістка захисту навколишнього середовища та політична діячка.
- 2012 — Енді Вільямс, американський естрадний виконавець та актор.
- 2014 —Яак Йоала, естонський співак, музикант та музичний педагог.